# (500549) 2012 UC36
(500549) 2012 UC36 es un asteroide perteneciente al cinturón de asteroides, descubierto el 22 de julio de 2006 por el equipo del Mount Lemmon Survey desde el Observatorio del Monte Lemmon, Arizona, Estados Unidos.

## Designación y nombre
Designado provisionalmente como 2012 UC36.

## Características orbitales
2012 UC36 está situado a una distancia media del Sol de 3,163 ua, pudiendo alejarse hasta 3,733 ua y acercarse hasta 2,592 ua. Su excentricidad es 0,180 y la inclinación orbital 0,536 grados. Emplea 2054,89 días en completar una órbita alrededor del Sol.

## Características físicas
La magnitud absoluta de 2012 UC36 es 16,8. 